# 弦子
弦子（1986年4月22日—），本名張弦子，廣西百色市德保縣壯族，中国女歌手、演員，2005年與潘瑋柏合唱〈不得不愛〉，又憑藉〈沿海地帶〉（2007年台灣電視劇《天堂来的孩子》片尾曲）入圍金曲獎最佳新人。

## 生平
弦子的父親是音樂指揮。她於廣東省茂名市的茂名第十二中學就讀高中，後回到廣西就讀廣西藝術學院中專部舞蹈專業。讀高中時已經與同學一起創作網路歌曲，在廣東網路界颇有名氣。2005年被台灣製作人陳子鴻相中，簽約成為歌手。2005年與潘瑋柏合唱〈不得不愛〉打響名號，2007年凭借《首張同名專輯》入圍金曲獎最佳新人，此專輯收錄的歌曲之一為〈沿海地帶〉，也是她的成名曲之一。

## 音樂

### 專輯
| 專輯名稱                 | 日期           | 制作公司 | 发行公司 | 曲目 |
| ------------------------ | -------------- | -------- | -------- | --- |
| 弦子首張同名專輯         | 2006年10月20日 | 喜欢音乐 | 环球音乐 | ★ 1. 箭在弦上 2. 不得不爱 3. 西藏天边 4. 风筝 5. 沿海地带 6. 圈套 7. 摇尾巴 8. 太任性 9. 是我不可爱 10. 不睡觉                            |
| 不愛最大                 | 2008年4月8日   | 喜欢音乐 | 环球音乐 | ☆ 1. 不爱最大 2. 蒙娜丽莎 3. 第三者的第三者 4. 舍不得 5. 无可取代 6. 反方向 7. 私奔 8. 二皮脸 9. 老爹 10. 以为 11. 醉清风                 |
| 天真                     | 2010年4月8日   | 喜欢音乐 | 环球音乐 | ★ 1. 舞台 2. 给我你的手 3. 你是你的 4. 非你不爱 5. 天真 6. 爱情第一课 7. 再见我的爱 8. 谢谢你 9. 只能这样了 10. 浪漫窝                    |
| 逆風的薔薇               | 2011年11月23日 | 喜欢音乐 | 环球音乐 | ☆ 1. 逆风的蔷薇 2. 心跳 3. 心里有数 4. 耍赖 5. 不怕 6. 什么都不管 7. 我要去旅行 8. 勇敢一点 9. 旧相片 10. 幸福乐活                        |
| 看走眼                   | 2013年8月5日   | 喜欢音乐 | 环球音乐 | ★ 1. 2501 2. 幸福未滿的戀人 03. 說好就算了 04. 看走眼 05. 無愛不勝 06. 弦內之音 07. 見死不救 08. 太不像我 09. 時間的沙 10. 高姿態         |
| 大條到底                 | 2019年12月19日 | 百沐娱乐 | 百沐娱乐 | ☆ 1. 大条到底 2. 好女孩没人爱 3. 我的朋友 4. 最佳女主角 5. With You 6. 日落地 7. 右手 8. 不轻 9. 喜欢 10. 大条到底 (伴奏) 11. 不轻 (伴奏) |
| 需要多久才能看完一场日落 | 2024年3月28日  | 华纳音乐 | 华纳音乐 | ★ 1. 水生幻想 2. 圆缺 3. 懒人沙发 4. 接近黑夜的蓝 (feat. 郑兴) 5. 落日漂游 6. 月心说 7. 换季期 8. 逾时以后 9. 庸人自扰 10. 纪念           |

### 單曲
- 2005年《不得不愛》潘瑋柏合唱（副歌部分）
- 2007年《老爹》迪克牛仔合唱
- 2009年《暗示》方炯鑌合唱（翻唱李玟歌曲）
- 2014年《愛情呼救 999》吳克羣合唱
- 2015年《差一步距離》、《還捨不得別離》孟庭葦合唱
- 2016年《Say I Do》李茂合唱、《翻身吧!姐妹》
- 2017年《當我們只剩下我》、《愛與願違》
- 2018年《喜歡》、《七秒的愛》、《不輕》、《須臾》
- 2019年《讓我們去愛》朱興東合唱、《天空之外》、《如果》、《上山下》
- 2020年《指尖沙漠》、《刺猬和仙人掌》
- 2024年《It's You》（影視劇《失笑》片尾曲）

### 搭配過電視劇歌曲
- 沿海地帶-專輯《天堂來的孩子2電視原聲帶》（2005年）

## 影视作品

### 电视剧
| 首播年份 | 剧名             | 角色   | 备注              |
| 2007年   | 深瞳             | 姚安然 |                   |
| 2012年   | 屌丝男士(第1季)  | --     | 客串，网剧        |
| 2014年   | 有效期限爱上你   | 江静绘 |                   |
| 2014年   | 火线英雄         | 张可心 |                   |
| 2014年   | 上流俗女         | 黎亚姿 |                   |
| 2014年   | 我的青春高八度   | 葉詩詩 |                   |
| 2014年   | 一屋赞客(第一季) | -      | 客串(第5集)，网剧 |
| 2015年   | 翻身姐妹第一季   | 苏安娜 | 网剧              |
| 2015年   | 美丽的秘密       | 徐若琳 |                   |
| 2016年   | 翻身姐妹第二季   | 苏安娜 | 网剧              |
| 2017年   | 端脑             | 李莉   | 客串，网剧        |
| 2020年   | 怪你过分美丽     | 管弦   |                   |
| 2023年   | 很想很想你       | 莫悄悄 |                   |

### 電影
- 2011年樂之路 (電影) 飾 Cola
- 2017年合約男女 飾 芳芳

### 綜藝節目
- 2021年 《乘風破浪的姐姐 (第二季)》 選手

## 外部連結
- 弦子Stringer的新浪微博
- 弦子的Facebook專頁
- 弦子台灣官方部落格 （页面存档备份，存于）
- 弦子在时光网上的簡介（简体中文）
- 弦子在香港影庫上的簡介